# 't Veld
't Veld est un village situé dans la commune néerlandaise de Hollands Kroon, dans la province de la Hollande-Septentrionale. En 2009, le village comptait un peu plus de 2 000 habitants.